# Ronde van Thüringen voor vrouwen 2021
De 33e editie van de wielerwedstrijd Ronde van Thüringen voor vrouwen (Thüringen Rundfahrt der Frauen of Lotto Thüringen Ladies Tour) werd in 2021 verreden van 25 tot en met 30 mei. De wedstrijd maakt deel uit van de UCI Women's ProSeries 2021. De ronde ging van start in Schmölln en finishte in Gotha. In alle zes etappes was de startplaats ook de aankomstplaats. De ronde ging in 2020 niet door vanwege de coronapandemie. De vorige editie in 2019 werd gewonnen door de Duitse Kathrin Hammes. Zij werd opgevolgd door de Nederlandse Lucinda Brand, die tevens twee etappes wist te winnen.

## Deelname
Er namen 6 UCI Women's World Tour-ploegen, 6 continentale teams, 2 clubteams en 3 nationale selecties deel. In totaal gingen 97 rensters van start.
| WorldTour                                                                          | Continentaal                                                                              | Clubteams                     | Nationale selectie         |
| ---------------------------------------------------------------------------------- | ----------------------------------------------------------------------------------------- | ----------------------------- | -------------------------- |
| Canyon-SRAM DSM FDJ Nouvelle-Aquitaine Futuroscope Movistar SD Worx Trek-Segafredo | Andy Schleck-CP NVST-Immo Losch Arkéa Ceratizit-WNT Hitec Products Jumbo-Visma Team Tibco | Maxx-Solar RSG Gießen Biehler | België Duitsland Nederland |

## Etappe-overzicht
| Etappe | Datum  | Start      | Finish     | Type       | Afstand  | Winnaar        | Klassementsleider |
| ------ | ------ | ---------- | ---------- | ---------- | -------- | -------------- | ----------------- |
| 1      | 25 mei | Schmölln   | Schmölln   | Vlakke rit | 87,8 km  | Emma Norsgaard | Emma Norsgaard    |
| 2      | 26 mei | Gera       | Gera       | Heuvelrit  | 124,1 km | Lorena Wiebes  | Emma Norsgaard    |
| 3      | 27 mei | Schleiz    | Schleiz    | Heuvelrit  | 116,2 km | Lucinda Brand  | Emma Norsgaard    |
| 4      | 28 mei | Dörtendorf | Dörtendorf | Heuvelrit  | 101,7 km | Lotte Kopecky  | Lucinda Brand     |
| 5      | 29 mei | Weimar     | Weimar     | Heuvelrit  | 143,7 km | Lucinda Brand  | Lucinda Brand     |
| 6      | 30 mei | Gotha      | Gotha      | Vlakke rit | 97,6 km  | Lorena Wiebes  | Lucinda Brand     |

## Klassementenverloop
| Etappe       | Winnaar        | Algemeen klassement · | Puntenklassement · | Bergklassement · | Jongerenklassement · | Ploegenklassement |
| ------------ | -------------- | --------------------- | ------------------ | ---------------- | -------------------- | ----------------- |
| 1            | Emma Norsgaard | Emma Norsgaard        | Emma Norsgaard     | Liane Lippert    | Emma Norsgaard       | Trek-Segafredo    |
| 2            | Lorena Wiebes  | Emma Norsgaard        | Emma Norsgaard     | Kathrin Hammes   | Emma Norsgaard       | Trek-Segafredo    |
| 3            | Lucinda Brand  | Emma Norsgaard        | Emma Norsgaard     | Kathrin Hammes   | Emma Norsgaard       | Trek-Segafredo    |
| 4            | Lotte Kopecky  | Lucinda Brand         | Lotte Kopecky      | Kathrin Hammes   | Emma Norsgaard       | Trek-Segafredo    |
| 5            | Lucinda Brand  | Lucinda Brand         | Lucinda Brand      | Kathrin Hammes   | Emma Norsgaard       | Trek-Segafredo    |
| 6            | Lorena Wiebes  | Lucinda Brand         | Lotte Kopecky      | Kathrin Hammes   | Emma Norsgaard       | Trek-Segafredo    |
| 0Eindstanden | 0Eindstanden   | Lucinda Brand         | Lotte Kopecky      | Kathrin Hammes   | Emma Norsgaard       | Trek-Segafredo    |

Tour Down Under · 
Omloop Het Nieuwsblad · 
Nokere Koerse · 
Festival Elsy Jacobs · 
Ronde van Thüringen · 
Ronde van Italië · 
Ronde van Emilia · 
Gran Premio Bruno Beghelli Internazionale Donne Elite